# Tenodera stotzneri
Tenodera stotzneri är en bönsyrseart som beskrevs av Werner 1929. Tenodera stotzneri ingår i släktet Tenodera och familjen Mantidae. Inga underarter finns listade i Catalogue of Life.